# Смолосемянниковые
Смолосемя́нниковые, или Питтоспо́ровые (лат. Pittosporáceae) — семейство двудольных растений, входящее в порядок Зонтикоцветные, включающее в себя 9—10 родов и около 200 видов деревьев, кустарников и лиан. Ареал семейства охватывает тропическую Африку, Южную и Юго-Восточную Азию, Австралию и Океанию.

## Биологическое описание
Среди смолосемянниковых преобладают вечнозелёные деревья и кустарники с очерёдными кожистыми цельными листьями без прилистников. Некоторые из древесных видов достигают в высоту до 20 м и более.
Цветки белые, синие, жёлтые или красные, обоеполые, обыкновенно правильные, кроме гинецея — пятичленные. Чашелистики свободные. Лепестки свободные или склеенные у основания. Тычинки подпестичные. Диска нет. Плодолистиков 2, реже 3—5, они образуют одно- или многогнёздую завязь с одним столбиком. Семяпочки многочисленные, реже немногие, обратные, с простым покровом.
Плод — коробочка или ягода. Семена многочисленные, реже немногие, часто погружённые в клейкую жидкую массу; запасная ткань семени сильно развита, твёрдая. Зародыш мелкий.
Характерной чертой семейства является наличие в коре и в других частях растений смолоносных канальцев.

## Роды[1]
- Auranticarpa[2]
- Bentleya E.M.Benn. — Бентлия
- Billardiera Sm. — Бийярдьера
  - [= Pronaya Hügel]
  - [= Sollya Lindl.]
- Bursaria Cav.
- Cheiranthera Brongn.
- Hymenosporum R.Br. ex F.Muell. — Гименоспорум
- Marianthus Hügel ex Endl.
  - [= Marianthus Hügel ex Endl.]
- Pittosporum Banks ex Gaertn. typus — Смолосемянник
  - [= Auranticarpa L.W.Cayzer et al.]
  - [= Citriobatus A.Cunn. ex Putt.]
  - [= Senacia Lam.]
- Rhytidosporum F.Muell.